# V.42
V.42 – to rekomendacja CCITT (obecnie ITU-T), która specyfikuje protokół korekcji błędów powstałych w czasie transmisji danych. Jego funkcja polega na tym, że w przypadku utraty jakiegokolwiek pakietu (lub pakietów) danych odbiornik wysyła natychmiastowe żądanie jego retransmisji.
Protokół standardu V.42 w gruncie rzeczy zmienia dogłębnie jakość traktu komunikacyjnego z takiego, który jest podatny na błędy na taki trakt, który przenosi dane bez błędów. Chociaż, jak już to zostało powiedziane, w czasie transmisji mogą i zwykle występują błędy, ale są one w ten sposób eliminowane. Powtarzanie transmisji błędnych pakietów powoduje jednak to, że nie można zagwarantować czasu po jakim bezbłędne dane będą dostarczone na wyjście odbiornika.
Obecnie protokół V.42 jest obsługiwany przez praktycznie wszystkie modemy wdzwaniane (połączenie wdzwaniane, ang. dial-up).